# Чивате
Чивате (итал. Civate) — коммуна в Италии, располагается в регионе Ломбардия, на берегу озера Анноне, подчиняется административному центру Лекко.
Население составляет 3846 человек, плотность населения составляет 425 чел./км². Занимает площадь 9,06 км². Почтовый индекс — 23862. Телефонный код — 0341.
Покровителями коммуны почитаются святые Вит, Модест и Крискентия. Праздник ежегодно празднуется 7 апреля и 15 июня.